# Film fantasy

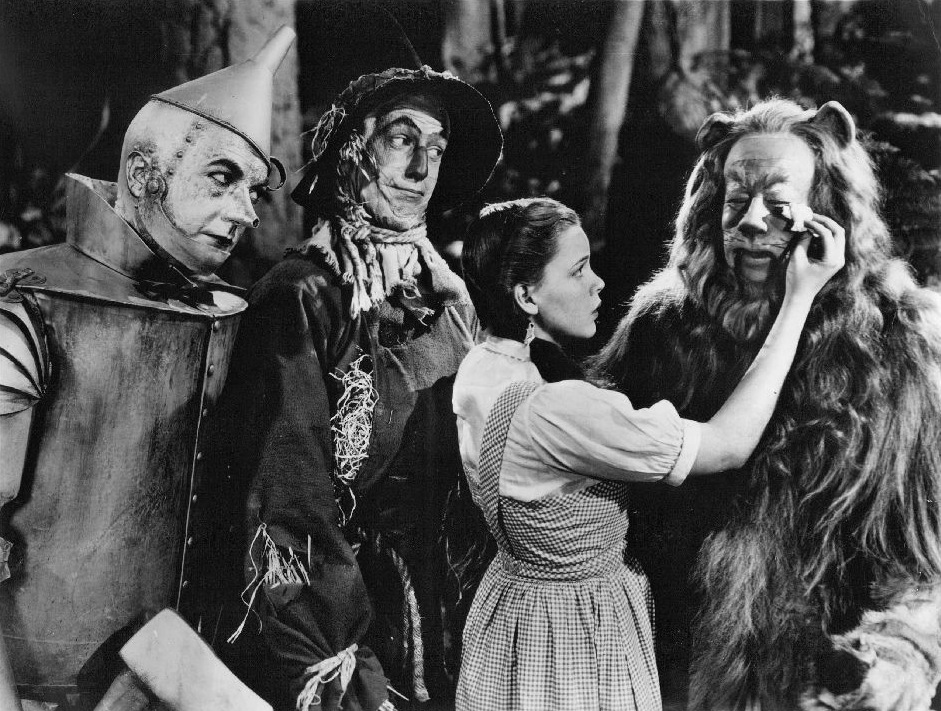
Scena z filmu Czarnoksiężnik z Oz

Film fantasy – gatunek filmowy obejmujący obrazy filmowe, w fabule, których występują motywy związane z magią, nadprzyrodzonością, mitologią, wymyślonym folklorem czy też istnieniem fantastycznych światów.
Film fantasy uznawany jest za formę szeroko rozumianej fantastyki. Pokrewnymi gatunkami są film fantastycznonaukowy oraz horror. W niektórych przypadkach jednoznaczne określenie któregoś z tych gatunków staje się niemożliwe, gdyż obraz może np. posiadać cechy zarówno filmu fantasy jak i horroru. W filmach fantasy częściej występują elementy, takie jak: magiczność, mityczność, niezwykłość, eskapizm, cudowność.
Przykładowymi filmami z gatunku fantasy są: Jumanji (reż. Joe Johnston, 1995), Joe Black (reż. Martin Brest, 1998), Władca Pierścieni (reż. Peter Jackson, 2003), Opowieści z Narnii: Lew, czarownica i stara szafa (reż. Andrew Adamson, 2005), Most do Terabithii (reż. Gábor Csupó, 2007), Conan Barbarzyńca 3D (reż. Marcus Nispel, 2011), czy też rodzime Przyjaciel wesołego diabła (reż. Jerzy Łukaszewicz, 1986) i Kingsajz (reż. Juliusz Machulski, 1987).